# Limanowa

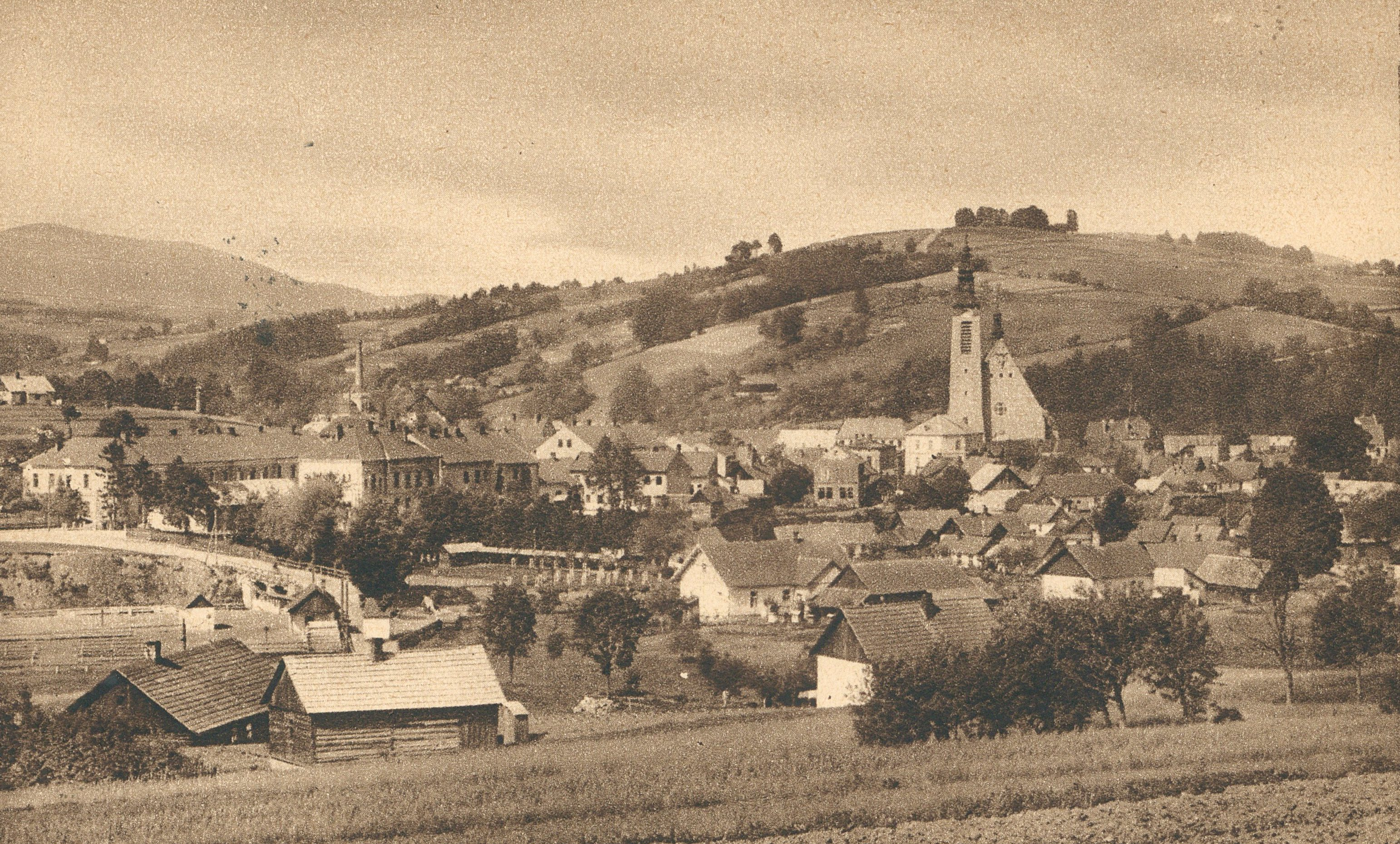
Widok Limanowej około 1938

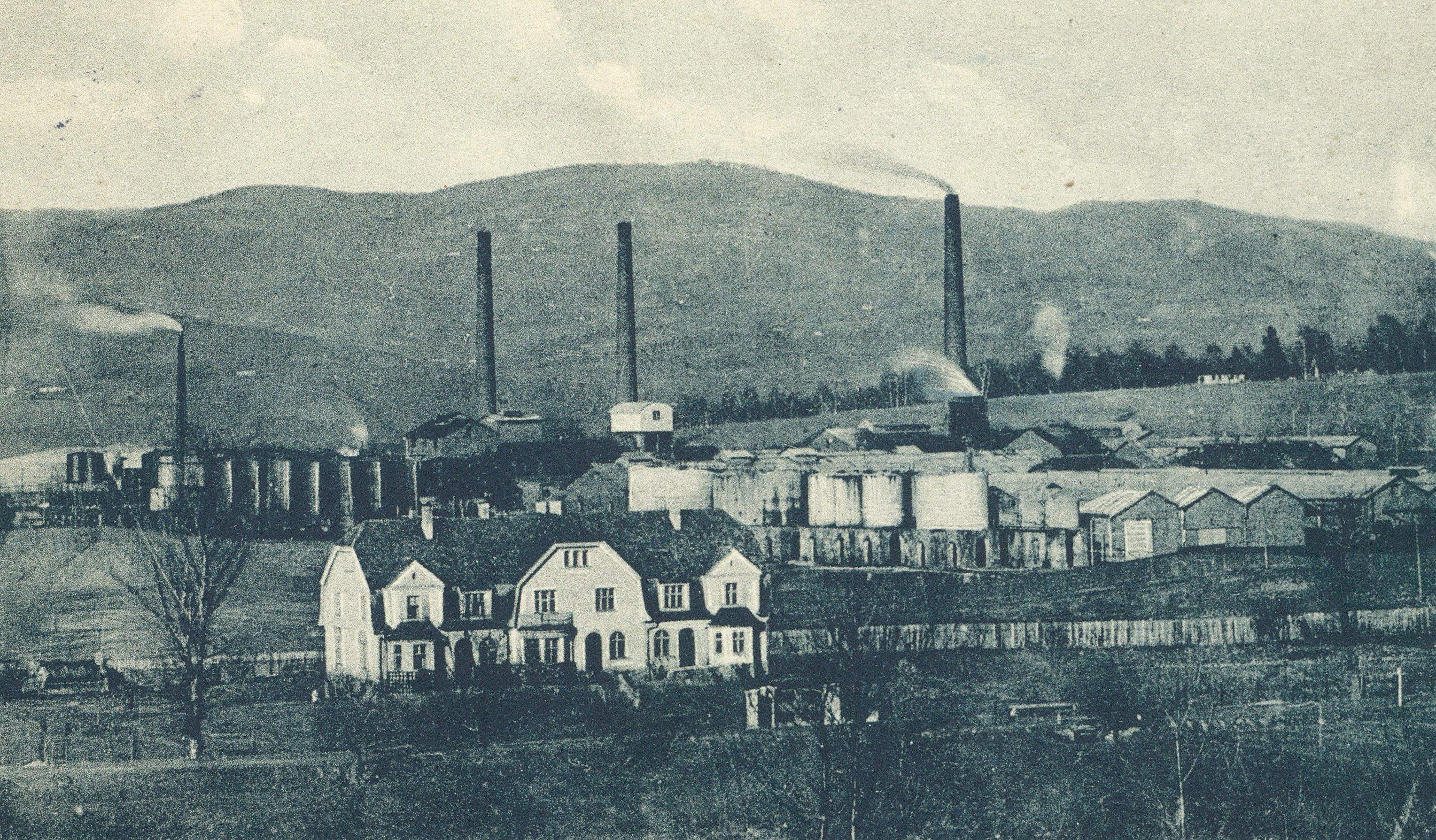
Rafineria nafty przed 1927

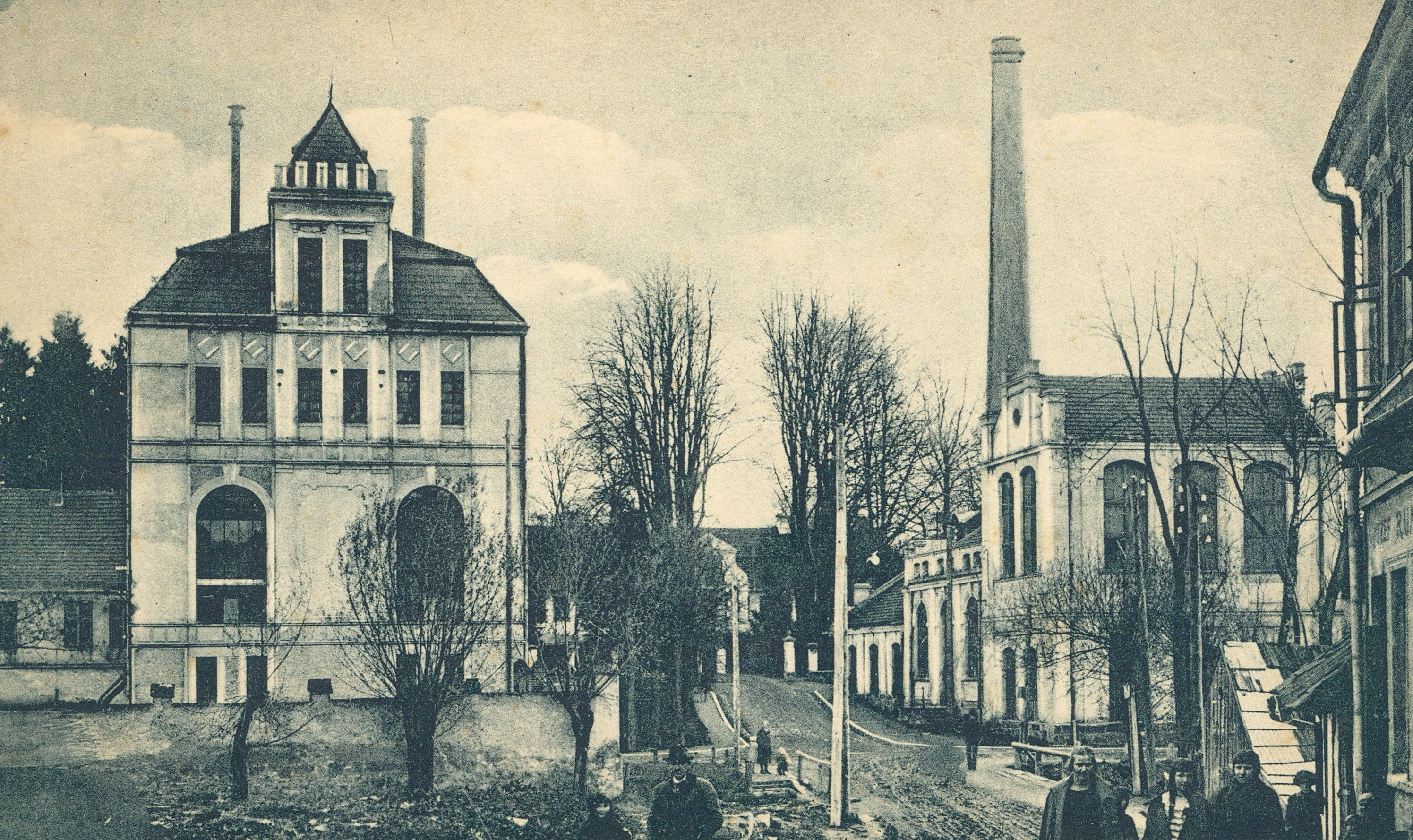
Browar Zygmunta Marsa około 1930–1935

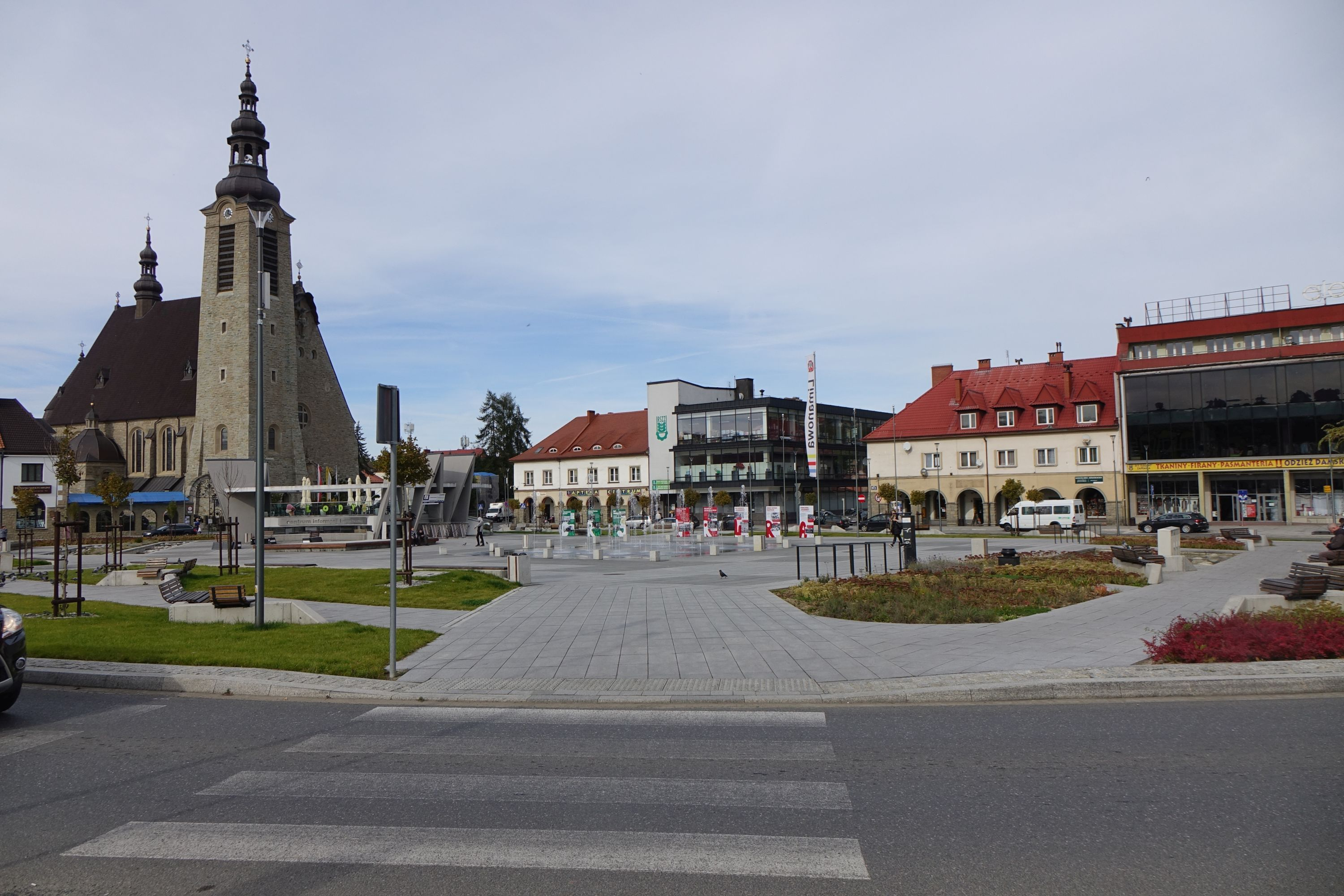
Rynek w Limanowej

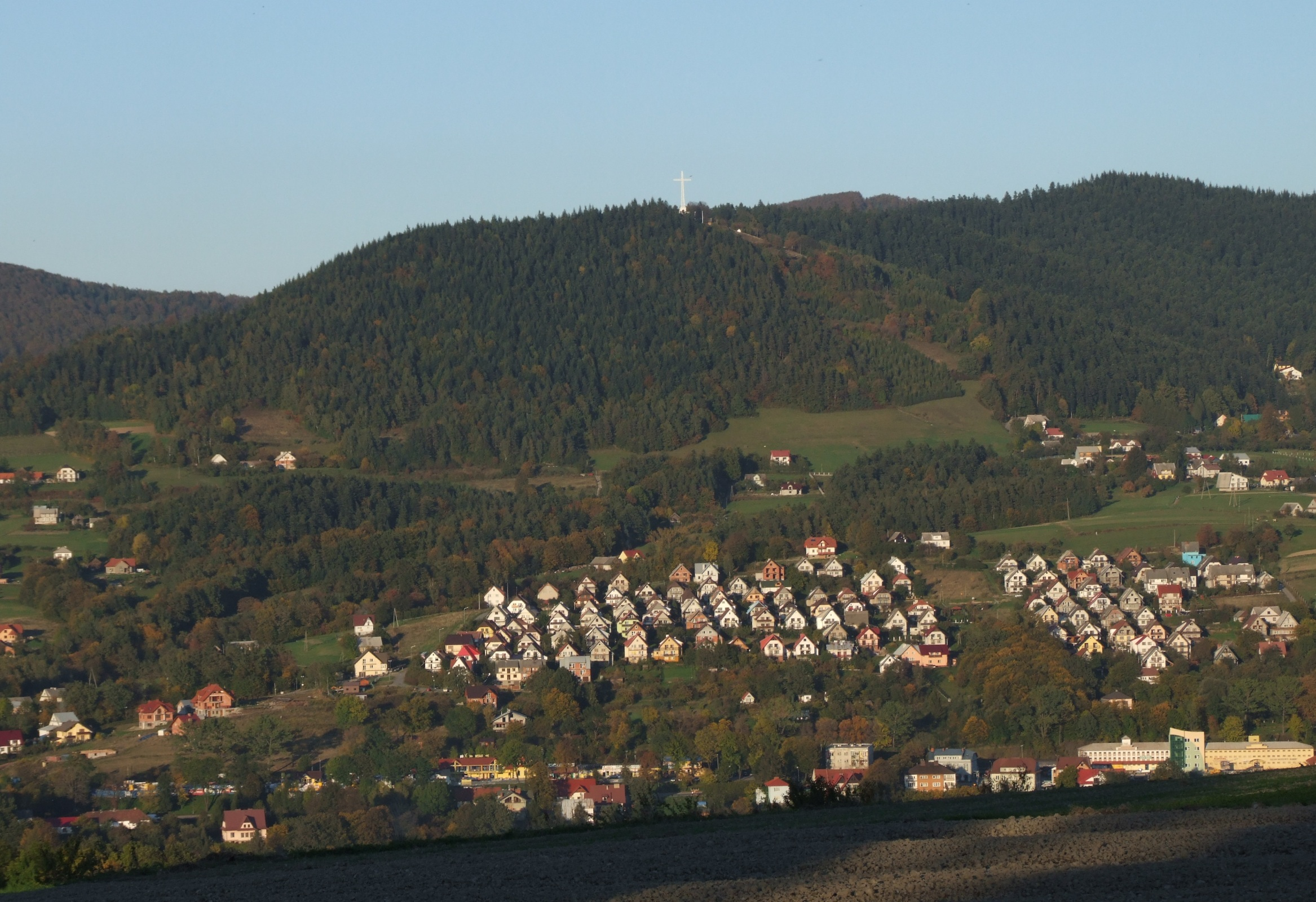
Miejska Góra

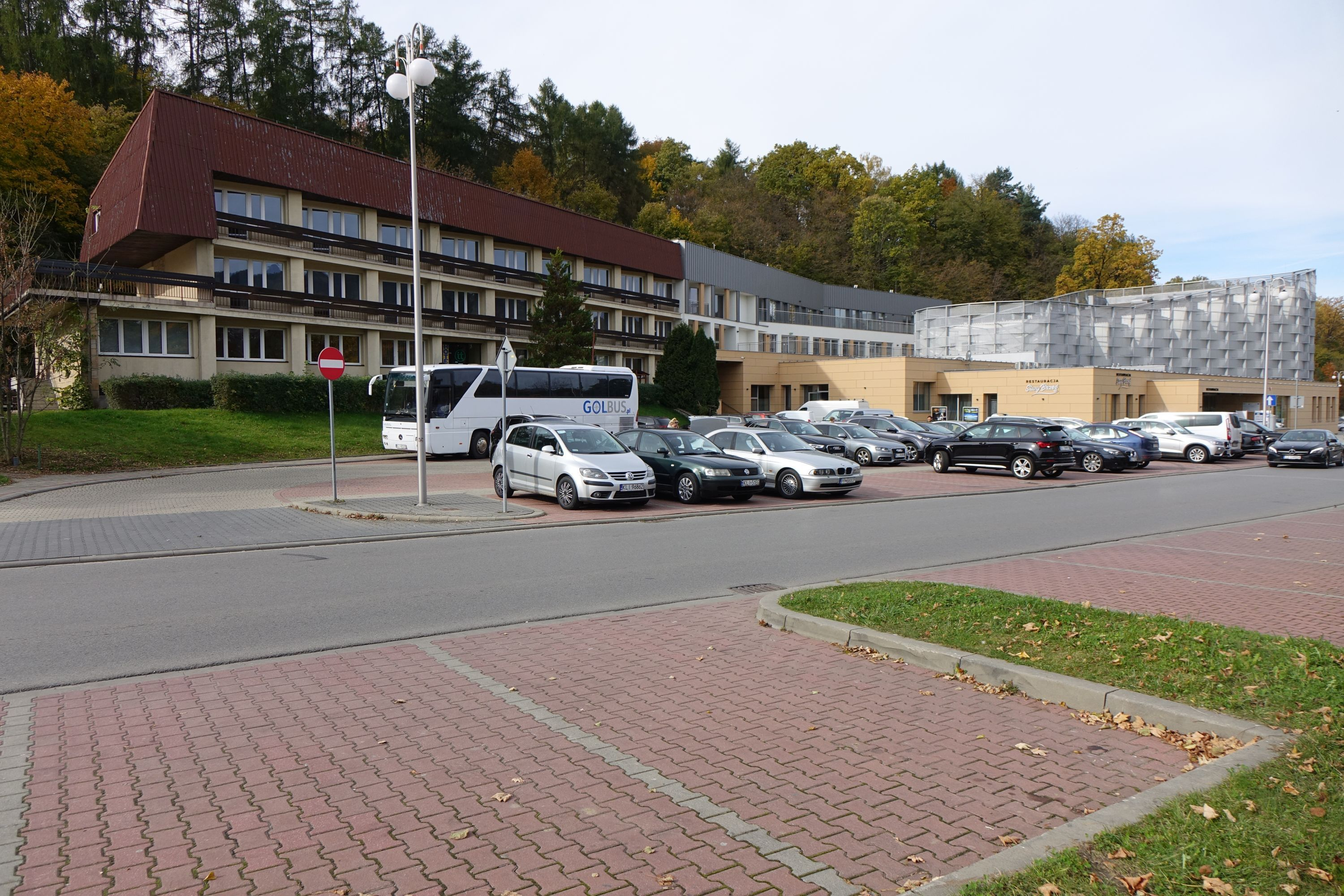
Siwy Brzeg

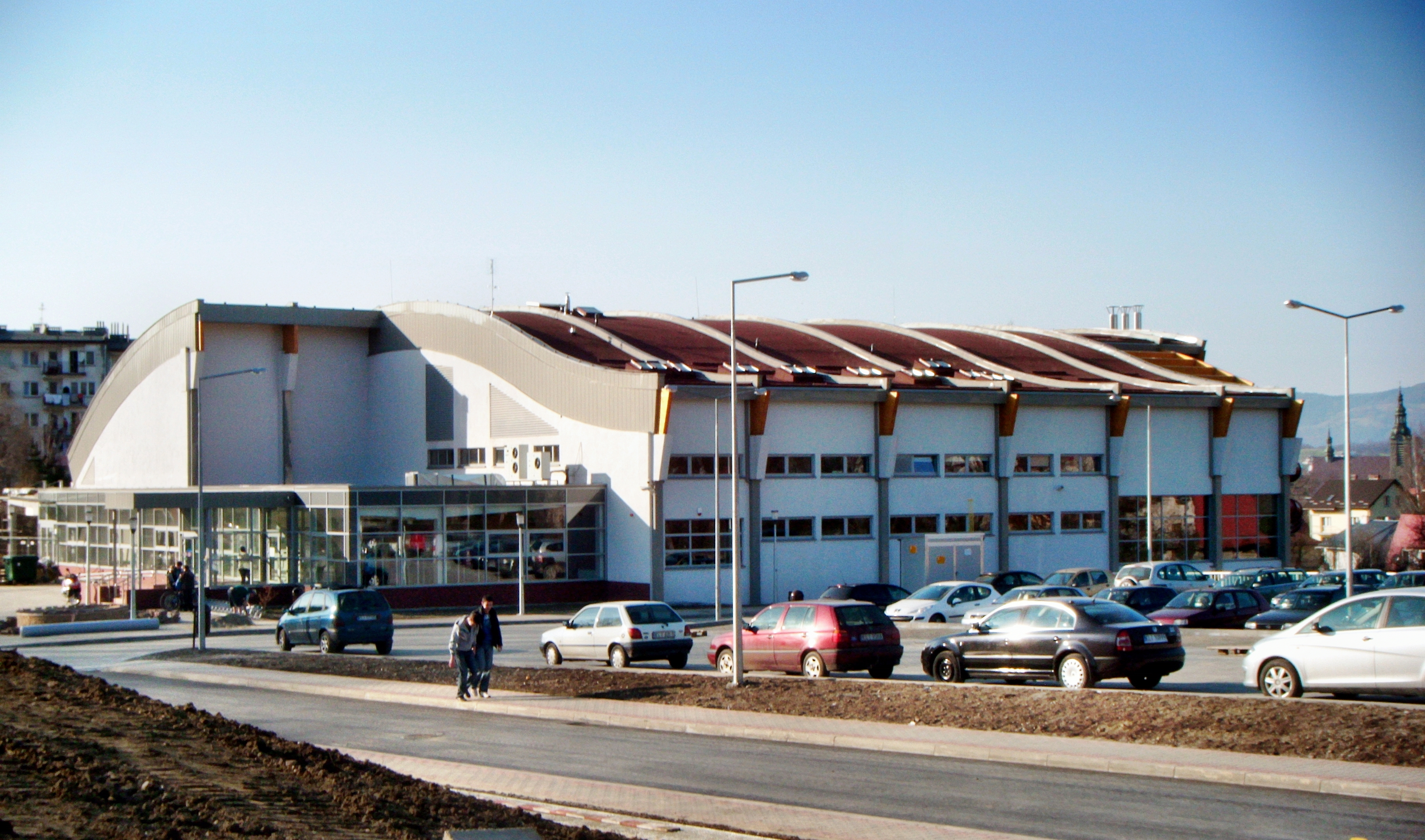
Kryty basen w Limanowej

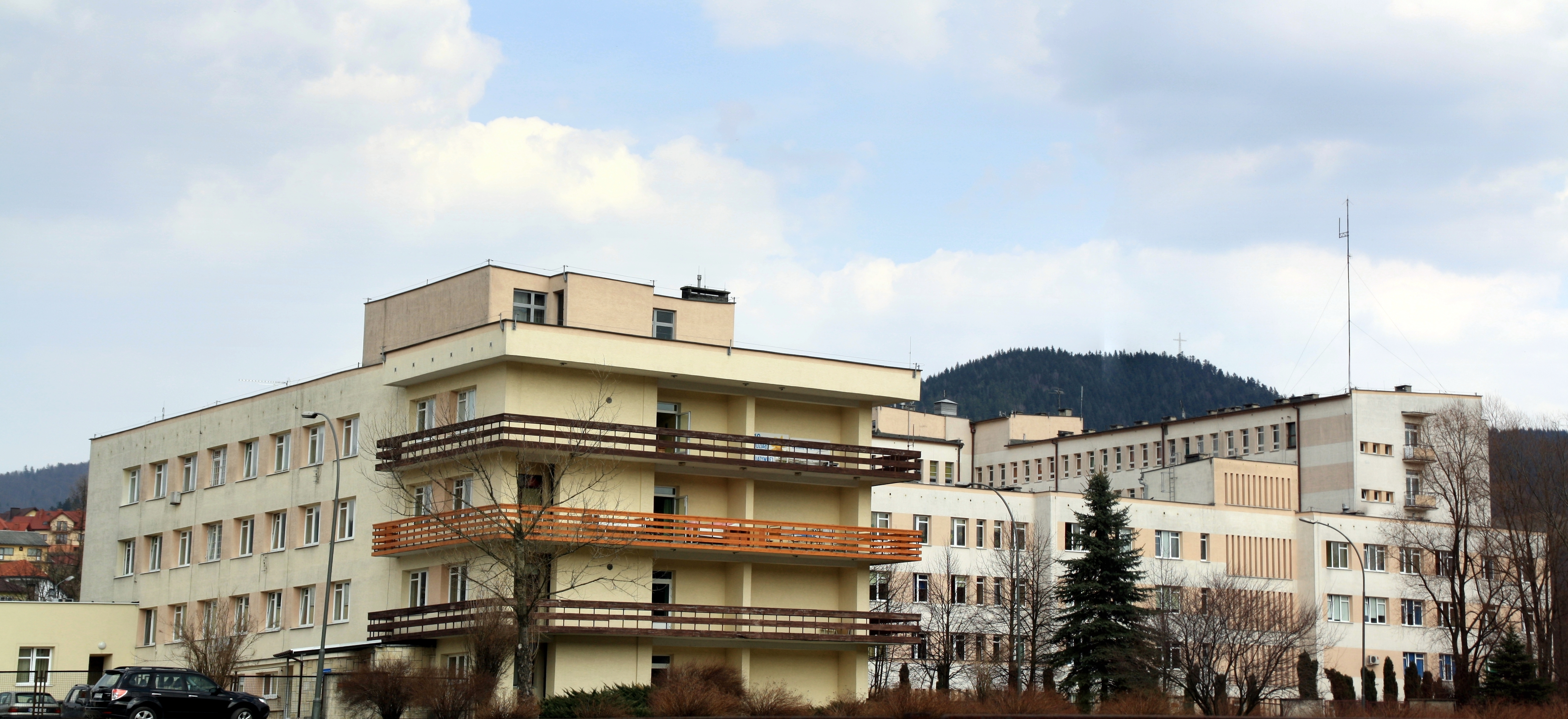
Zabudowania Szpitala Powiatowego w Limanowej

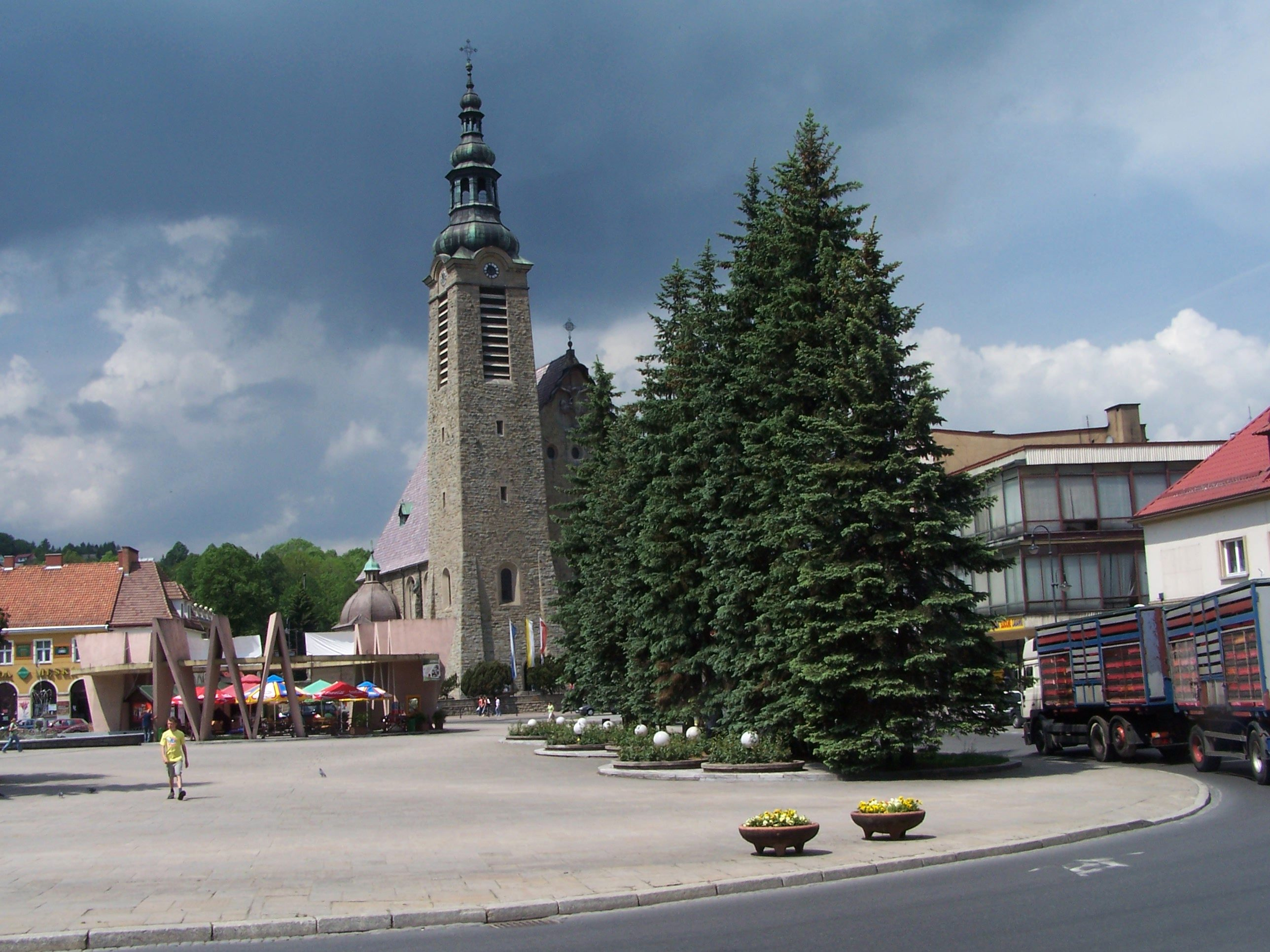
Bazylika Matki Boskiej Bolesnej

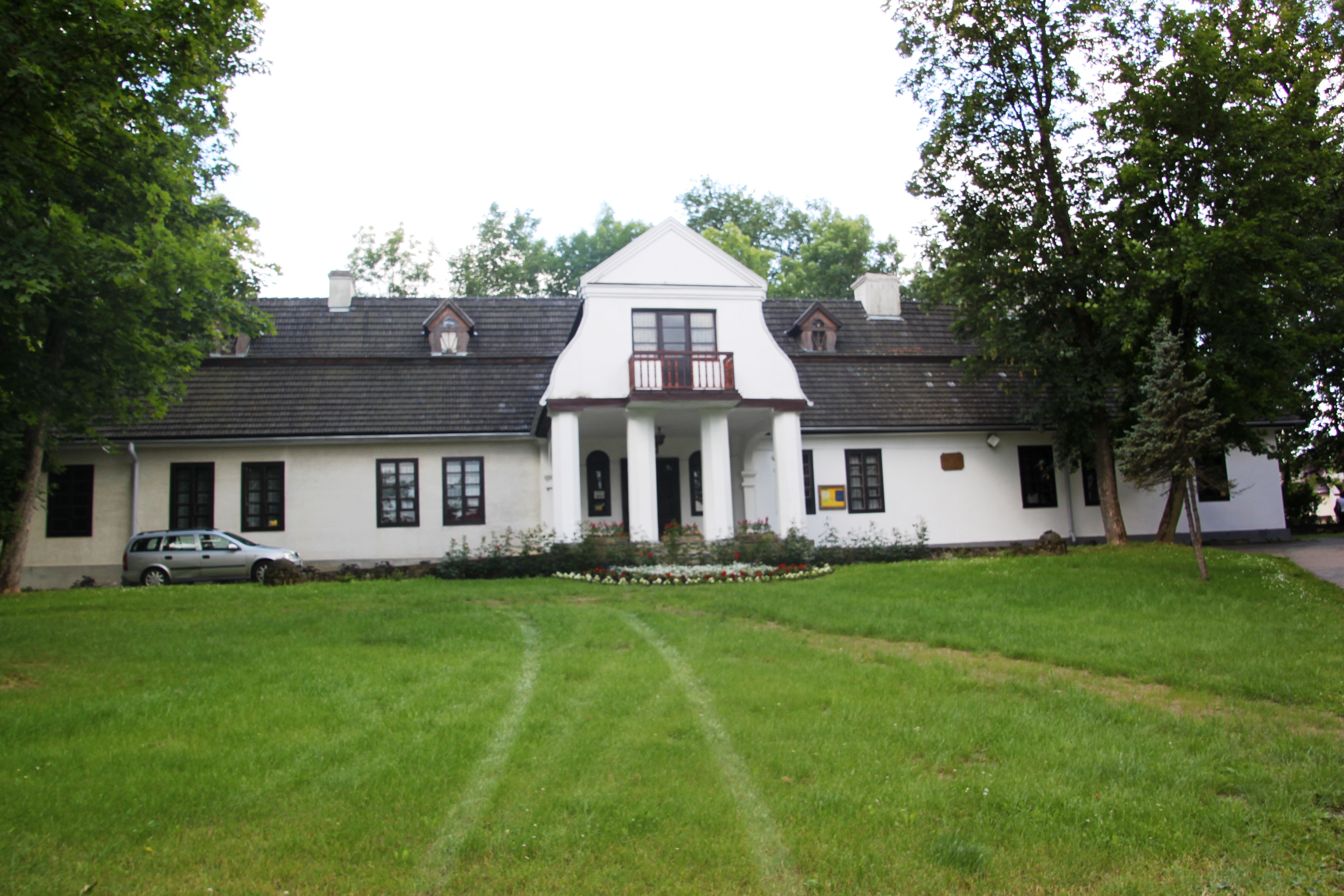
Dwór Marsów, siedziba Muzeum Regionalnego Ziemi Limanowskiej

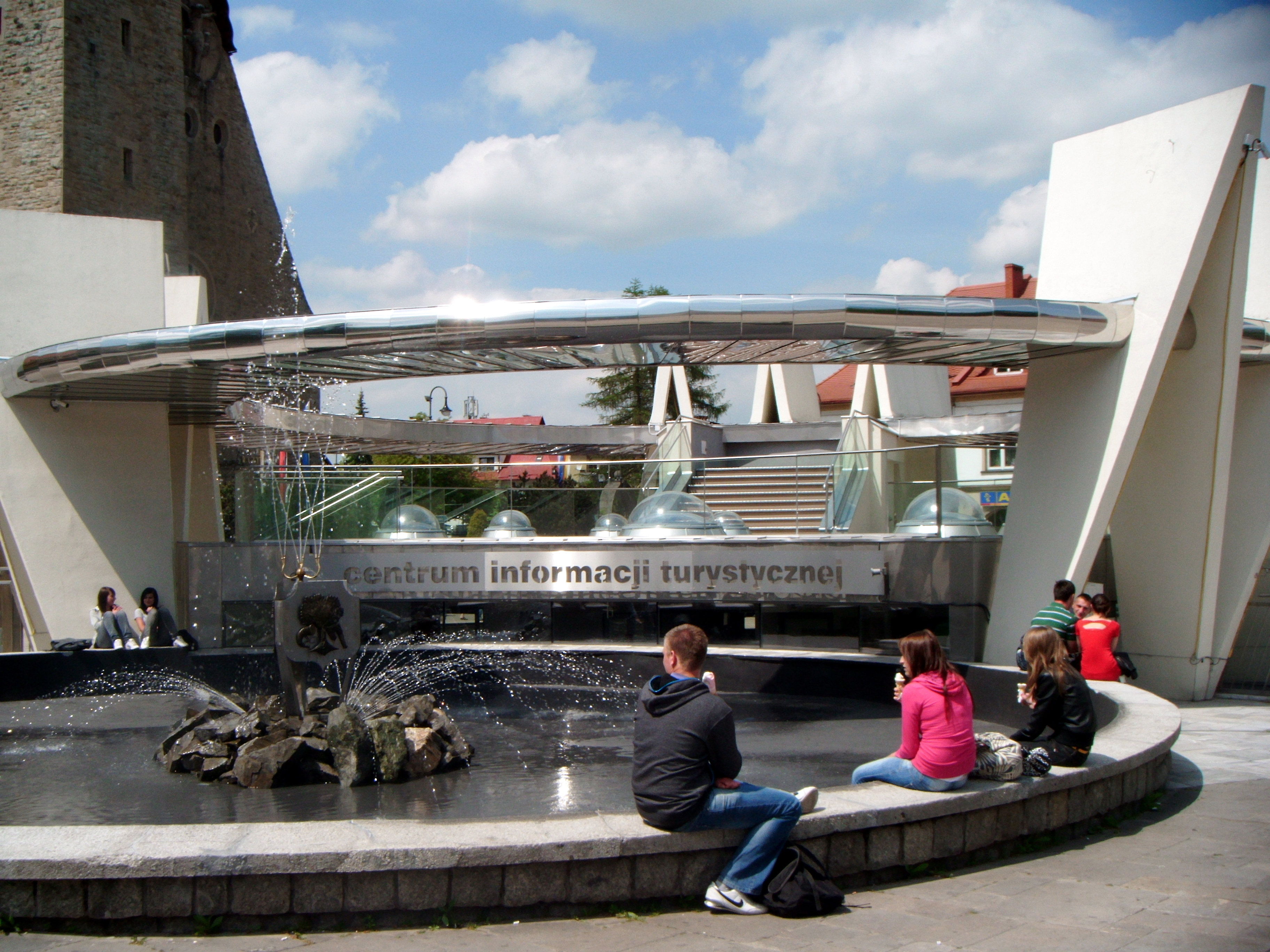
Centrum Informacji Turystycznej w Limanowej

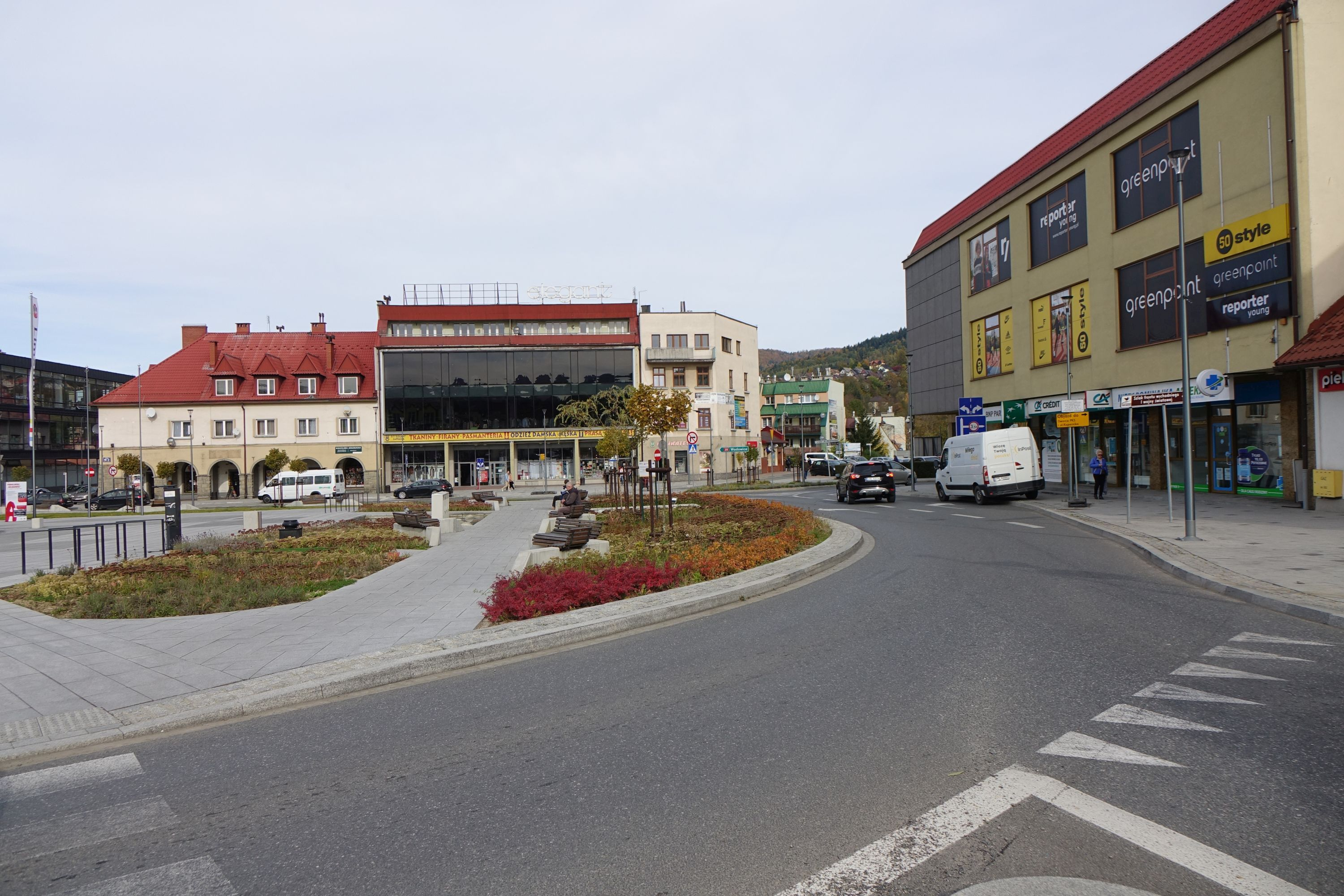
Rynek

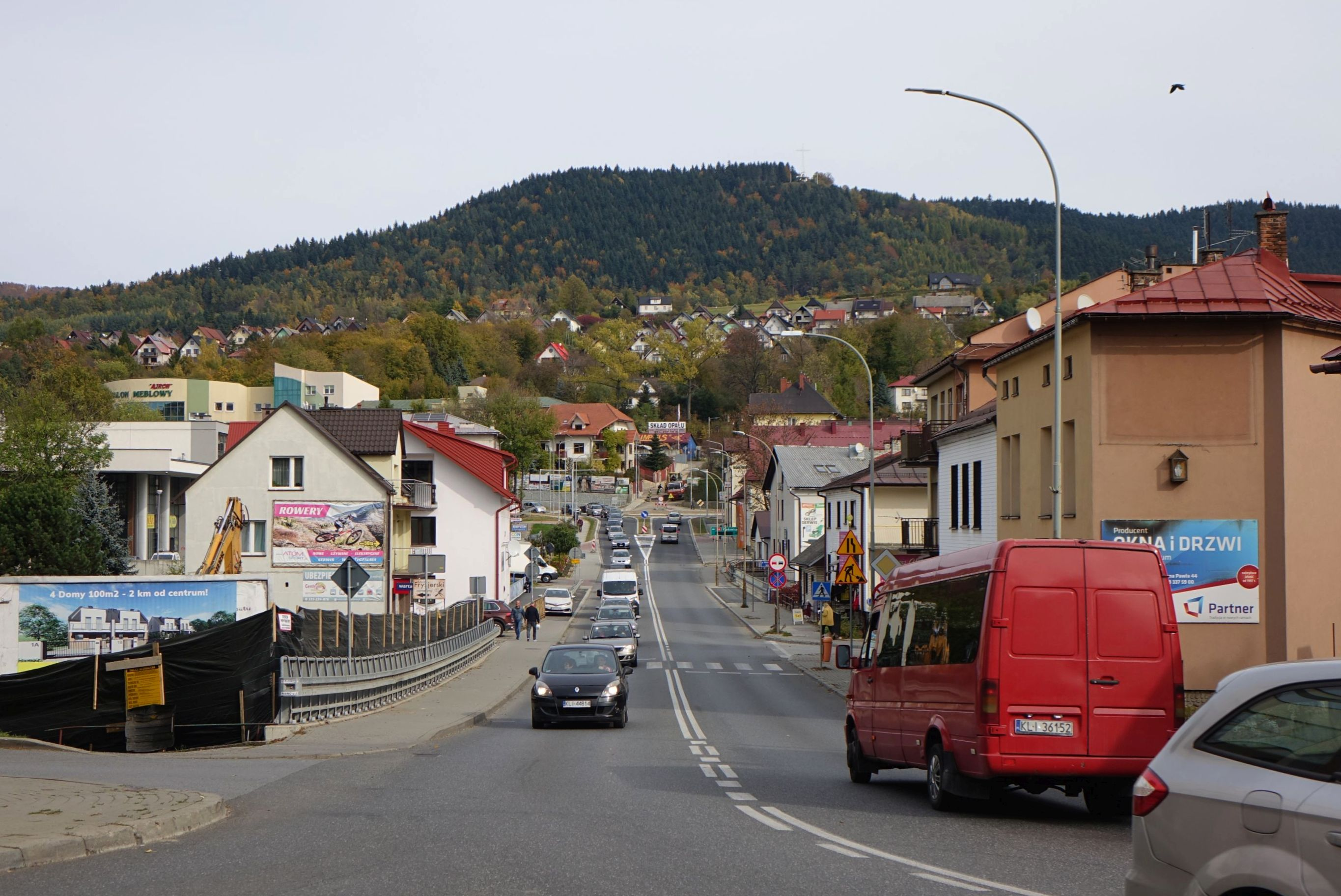
Ulica Jana Pawła II

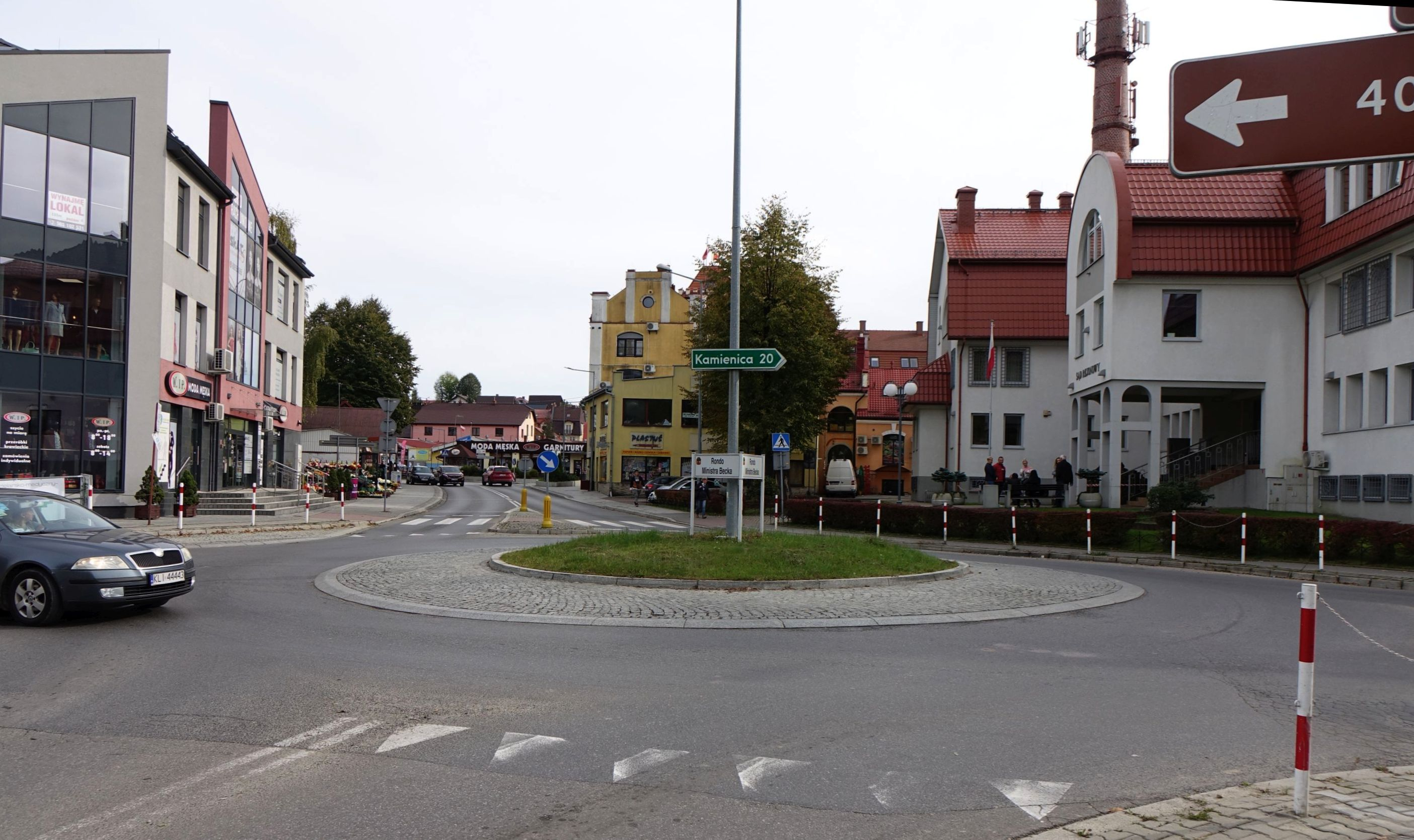
Ulica Józefa Marka

Limanowa – miasto w południowej Polsce, w województwie małopolskim, siedziba powiatu limanowskiego oraz gminy wiejskiej Limanowa.

## Położenie
Limanowa położona jest w Beskidzie Wyspowym (Pasmo Łososińskie) do 25 km na zachód od Nowego Sącza, w kotlinie górskiej u zbiegu potoków: Mordarka, Jabłoniec i Starowiejskiego, nad potokiem Sowlinka, dopływem Łososiny. Miasto położone jest na wysokości od ok. 400 do 700 m n.p.m.
Limanowa ma obszar 18,64 km² (1,96% powierzchni powiatu), w tym:
- użytki rolne: 60%
- użytki leśne: 16%[3]

## Historia
Wedle dominujących poglądów, Limanowa została założona w XV w., aczkolwiek istnieją również hipotezy przesuwające tę datę w wiek XIV, zwalczane w okresie PRL ze względów politycznych, gdyż wiązałyby się z koniecznością przyjęcia, że miejscowość założyli osadnicy niemieccy. W okresie polokacyjnym występuje również pod niemiecką nazwą niem. Hilman, Ilmenau. W źródłach pisanych nazwa miejscowości występuje jako Ilmanowa w 1493 r. lub Hilmanowa od nazwiska osadźcy o niemieckim nazwisku Ilman, czyli Hildiman, Illmann (na pobliskim terenie podgórskim nie brak nazw miejscowych o niemieckim pochodzeniu jak Grywałd/Grünewald, Szaflary/Schäfer). Spolszczenie na Limanowa pojawiło się w 1680 r.
Limanowa otrzymała prawa miejskie w 1565 r. od Zygmunta II Augusta. Od tego czasu następował stały rozwój gospodarczy i kulturalny, przerwany wiek później potopem szwedzkim i wielkim pożarem miasta, które nie podniosło się z upadku aż do doby rozbiorowej.
W 1770 r., kiedy władze cesarskie rozszerzyły zasięg kordonu sanitarnego, którym objęto rok wcześniej część Sądecczyzny, Limanowa znalazła się w bezpośrednim sąsiedztwie granicy austriackiej. Samo miasto nie znalazło się po stronie zagarniętej przez Marię Teresę.
W przeciwieństwie do reszty Galicji, pierwsze lata rządów austriackich przyniosły Limanowej pewne ożywienie gospodarcze, do którego przyczyniły się przywileje nadane miastu przez cesarza Leopolda II.
W 1846 r. w czasie rzezi galicyjskiej na Limanową uderzył duży oddział chłopski. W mieście obecnych było wtedy tylko kilku żołnierzy austriackich, jednak dzięki ich współdziałaniu z mieszkańcami atak został odparty.
Od lat 80. XIX w. miasto poczęło rozwijać się szybciej dzięki budowie Galicyjskiej Kolei Transwersalnej, rafinerii ropy naftowej i nowoczesnego browaru. Limanowa znana też była z targów koni, na których w 1900 r. zawarto co czwartą galicyjską umowę kupna-sprzedaży tych zwierząt.
W grudniu 1914 r. w bitwie pod Limanową wojska austro-węgierskie wsparte posiłkami niemieckimi zatrzymały ofensywę oddziałów rosyjskich. W czasie walk część miasta spłonęła w wyniku bombardowania przeprowadzonego przez artylerię rosyjską, dla której punktem orientacyjnym była wieża nowo wznoszonego kościoła.
Skutkiem I wojny światowej były dla miasta nie tylko zniszczenia, ale również utrata austriackich rynków zbytu. Z drugiej strony okres powojenny sprzyjał rozwojowi inicjatyw lokalnej społeczności, czego przykładem było założenie w 1924 r. pierwszego klubu piłkarskiego – Limanovii.
Wielki kryzys gospodarczy był dla miasta brzemienny w skutkach: ogólne zubożenie ludności, potęgowane charakterystycznym dla b. zaboru austriackiego przeludnieniem agrarnym, w połączeniu z likwidacją i tak nielicznych zakładów przemysłowych (rafinerię zamknięto w 1933 r.), zintensyfikowało napięcia społeczne, prowadząc w okolicach Limanowej do poważnych strajków chłopskich. Tak jak na pozostałym obszarze Polski, pewną poprawę sytuacji dało się odczuć dopiero od 1936 r. W 1938 r. poważnie zmodyfikowano herb miasta, który zyskał obecną postać.
6 września 1939 r. do miasta wkroczyły wojska niemieckie, a tym samym rozpoczął się okres okupacji niemieckiej, od początku naznaczonej licznymi egzekucjami cywilów. W wyniku reformy administracyjnej, związanej z utworzeniem GG, Limanowa utraciła status miasta powiatowego. Ukształtowanie terenu w okolicach Limanowej sprzyjało działalności partyzanckiej, która też intensywnie się tam rozwinęła i obejmowała oddziały AK (duże zgrupowanie w rejonie masywu Mogielicy) i BCh, zaś w 1944 r. pojawiły się także dywersyjne oddziały sowieckie.
W ramach przyjętej przez III Rzeszę polityki wykorzystania obszaru GG na potrzeby wojenne i w oparciu o urządzenia zamkniętej rafinerii, zorganizowano w Limanowej dużą bazę przeładunkową paliw płynnych dla frontu wschodniego. Miasto, tak jak cały teren zlikwidowanego powiatu limanowskiego, objęte też było akcją tzw. Goralenvolku, która – inaczej niż na terenie Podhala – nie przyniosła żadnych rezultatów. Limanowa została zdobyta 19 stycznia 1945 r. przez jednostki 38 Armii 4 Frontu Ukraińskiego. Ku czci tych jednostek w 1957 roku został odsłonięty w Parku Miejskim Pomnik Wdzięczności Armii Czerwonej.
W okresie powojennym w mieście silne było poparcie dla opozycji antykomunistycznej, w tym mikołajczykowskiego PSL. Okres po sfałszowanych wyborach w 1947 r. to czas intensywnej stalinizacji, czego symbolem stało się przemianowanie ulicy Piłsudskiego na ulicę Józefa Stalina.
Intensywny rozwój Limanowej został zapoczątkowany w drugiej połowie lat 60. Rozpoczęto wtedy – w dużej mierze w oparciu o „czyn społeczny” mieszkańców – gruntowną przebudowę centrum, które zyskało m.in. całkowicie nową płytę Rynku i dwa duże domy towarowe. W południowej części miasta ruszyła z kolei budowa os. Zygmunta Augusta, które wkrótce stało się największym miejscowym blokowiskiem.
W ramach obchodów milenium chrztu Polski w 1966 r. odbyły się w Limanowej uroczystości pod przewodnictwem abp. Karola Wojtyły, gromadząc przeszło 100 tys. osób. Z tej okazji na zlecenie Kościoła nakręcono dokument, będący najprawdopodobniej pierwszym kolorowym filmem uwieczniającym miasto. Nie zmieniało to negatywnego nastawienia lokalnych władz PZPR do religii – pod pozorem przebudowy Rynku usunięto stamtąd figurę św. Floriana, zastąpioną wkrótce dużą rzeźbą plenerową (tzw. Buzodromem), ustawioną celowo w taki sposób, by – na potrzeby propagandowych fotografii – zasłonić w miarę możliwości budynek kościoła.
Lata 70. XX w. przyniosły kontynuację rozbudowy osiedli i zakładów przemysłowych oraz medialną sławę miasta, związaną z sukcesami w telewizyjnych „turniejach miast”. Jednak w związku z budową i modernizacją alternatywnych połączeń kolejowych Nowego Sącza z resztą kraju, straciła poważniejsze znaczenie jedyna linia kolejowa przebiegająca przez Limanową. W rezultacie linia ta nie została nawet zelektryfikowana, a z czasem ruch na niej praktycznie zamarł.
1 czerwca 1975 r. w związku z reformą administracji powiaty zostały zniesione, a Limanowa znalazła się w woj. nowosądeckim. Degradację pozycji miasta w minimalnym tylko stopniu zrekompensowało to, że zostało ono siedzibą Wojewódzkiego Urzędu Statystycznego.
Kryzys gospodarczy narastający w drugiej połowie lat 70. i marazm lat. 80. XX w. były odczuwalne dla mieszkańców miasta, choć nawet w latach 80. kontynuowano budowę osiedli mieszkaniowych i pewne inwestycje infrastrukturalne.
Transformacja ustrojowa w 1989 r. pociągnęła za sobą upadłość, względnie przekształcenia własnościowe i ograniczenie działalności kilku największych zakładów pracy (m.in. zakłady przemysłu drzewnego w Łososinie Górnej), które niejednokrotnie odbyły się w nie do końca jasnych okolicznościach. Niemniej, ponieważ Limanowa – w przeciwieństwie do wielu miast podobnej wielkości – nie była uzależniona od jednego dużego zakładu przemysłowego, transformacja przebiegła stosunkowo łagodnie.
1 stycznia 1999 r. miasto na powrót stało się siedzibą powiatu, a w 2004 r. otrzymało nagrodę za najlepsze w Polsce wykorzystanie funduszy unijnych w kategorii miast do 40 000 mieszkańców. Do chwili obecnej nie udało się jednak rozwiązać kluczowego dla dalszego rozwoju Limanowej problemu, jakim jest niedostatek dogodnych połączeń drogowych z resztą kraju, przy praktycznym braku kolejowych. Bezpośrednia linia kolejowa do Krakowa jest w budowie, a obwodnica miasta od ponad 30 lat pozostają w sferze projektów.

### Piramida wieku mieszkańców

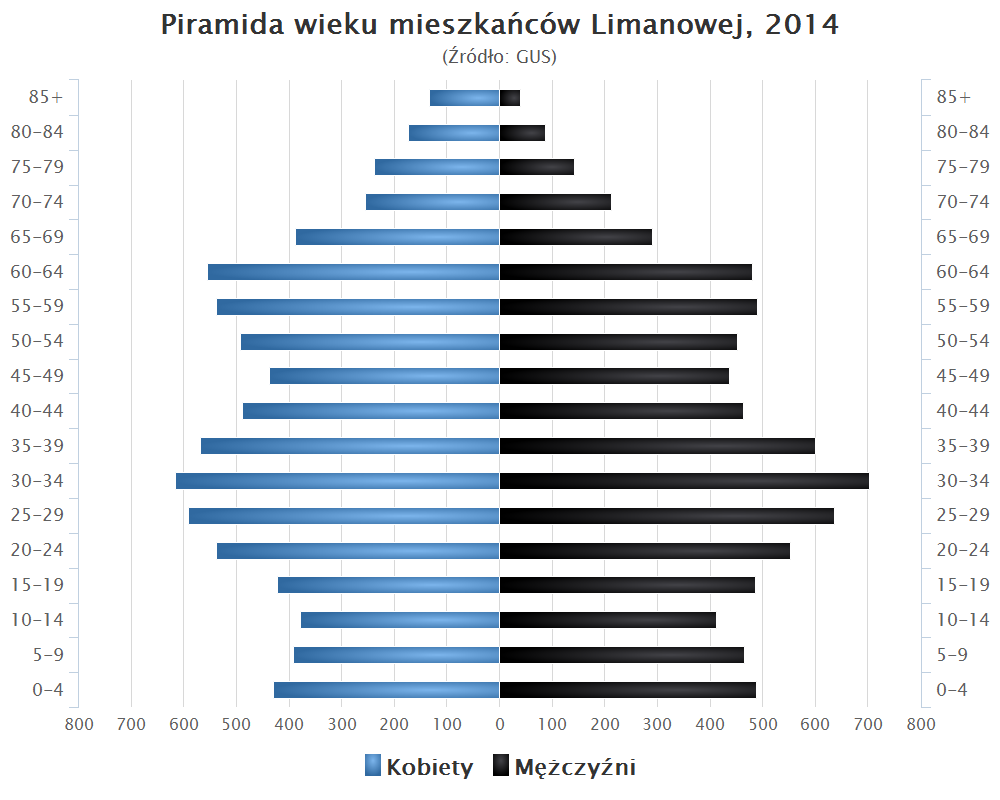
Piramida wieku mieszkańców Limanowej w 2014 roku

## Demografia
Według danych z dnia 31 grudnia 2024 r. miasto liczyło 14 298 mieszkańców, w tym 6981 mężczyzn i 7317 kobiet. Dzieci do 18 roku życia jest 2885, a powyżej 18 lat: 11 413.

## Atrakcje turystyczne
Od północnej strony miasta wznosi się długi grzbiet Pasma Łososińskiego, od południowej wysokie wzniesienie Lipowe. Z pobliskiej, górującej nad miastem Miejskiej Góry bardzo rozległa panorama widoków. Stoi na niej stalowy krzyż.
Na północnym stoku Łysej Góry znajdowała się Stacja Narciarska „Limanowa-Ski” z czteroosobowym wyciągiem krzesełkowym oraz dwoma wyciągami orczykowymi. Trasy narciarskie wyposażone były w system sztucznego naśnieżania i oświetlenie. W grudniu 2024 roku spółka zarządzająca stacją podjęła decyzję o likwidacji Stacji Narciarskiej.

### Szlaki turystyczne
– niebieski przez Golców i Ostrą na przełęcz Ostra-Cichoń
 – niebieski przez Miejską Górę na Sałasz
 – zielony przez Lipowe i Paproć do Tymbarku

## Zabytki
Obiekty wpisane do rejestru zabytków nieruchomych województwa małopolskiego.
- Bazylika Matki Bożej Bolesnej,
- kapliczka koło dworu Marsów,
- kapliczka przy ul. Kościuszki,
- park miejski,
- dwór Marsów,
- szkoła muzyczna,
- kaplica „Marsów” posadowiona na terenie cmentarza parafialnego pw. Matki Boskiej Bolesnej,
- cmentarz z I wojny światowej nr 366,
- cmentarz z I wojny światowej nr 368 i cmentarz żołnierzy radzieckich z II wojny światowej,
- kościół parafialny pw. Wszystkich Świętych,
- park w Łososinie Górnej.

## Inne
- dwór w Łososinie Górnej,
- ogród podworski z aleją dojazdową.

## Transport
Przez miejscowość przechodzi droga krajowa nr 28, a także ma koniec droga wojewódzka nr 965 wiodąca z Bochni.
W 2013 r. przy ul. Piłsudskiego zarejestrowano helikopterowe lądowisko Limanowa-Szpital.

## Oświata
Żłobki i przedszkola:
- Miejski Żłobek, ul. S. Jordana 8
- Żłobek Słoneczko, ul. Reymonta 1
- Miejskie Przedszkole nr 1, ul. S. Jordana 5
- Miejskie Przedszkole nr 2, ul. J. Piłsudskiego 111
- Oddział Miejskiego Przedszkola nr 1 w ZSS nr 1, ul. M. Konopnickiej 4
- Oddział Miejskiego Przedszkola nr 2, ul. Reymonta 3
- Niepubliczne Przedszkole im. Biskupa Piotra Bednarczyka, ul. Słoneczna 7
- Niepubliczne Przedszkole im. Kubusia Puchatka, ul. Matki Boskiej Bolesnej 39
- Niepubliczne Przedszkole „Słoneczko”, ul. Reymonta 1

Szkoły podstawowe:
- Zespół Szkolno-Przedszkolny nr 1 im. Marii Konopnickiej, ul. M. Konopnickiej 4
- Zespół Szkół Samorządowych nr 2 im. Tadeusza Kościuszki, ul. J. Piłsudskiego 91
- Zespół Szkół Samorządowych nr 3 im. ks. płk Józefa Jońca, ul. S. Jordana 3
- Zespół Szkół Samorządowych nr 4 im. św. Jana z Kęt, ul. Reymonta 3

Szkoły ponadpodstawowe:
- I LO im. Władysława Orkana, ul. W. Orkana 1
- II LO im. Legionów Józefa Piłsudskiego, ul. W. Reymonta 3
- ZSTiO im. Jana Pawła II, ul. Zygmunta Augusta 8
- ZS nr 1 im. Józefa Piłsudskiego, ul. J. Piłsudskiego 81
- IV LO im. ks. Stefana Kardynała Wyszyńskiego, ul. W. Witosa 5
- ZSOiZ im. ks. prof. Józefa Tischnera, ul. Jana Pawła II 42A
- Centrum Kształcenia Ustawicznego, ul. Z. Augusta 8
- Zasadnicza Szkoła Zawodowa Cechu Rzemiosła i Przedsiębiorczości, ul. Jana Pawła II 5

Uczelnie:
- Filia Uniwersytetu Pedagogicznego im. KEN w Krakowie, ul. Zygmunta Augusta 8

Szkoły muzyczne:
- Państwowa Szkoła Muzyczna I st. im. Grażyny Bacewicz, ul. T. Kościuszki 23

Inne:
- Limanowski Uniwersytet Trzeciego Wieku – siedziba znajduje się przy ul. Jana Pawła II 44

## Kultura
Instytucje:
- Kino 3D „Klaps”, ul. Bronisława Czecha 4
- Limanowski Dom Kultury, ul. Bronisława Czecha 4
- Miejska Biblioteka Publiczna i Miejska Galeria Sztuki, ul. Bronisława Czecha 4
- Muzeum Regionalne Ziemi Limanowskiej „Dwór Marsów”, ul. Józefa Marka 13
- Muzeum Parafialne, ul. Jana Pawła II 1
- Galeria TMSP, ul. Zygmunta Augusta 4
- Izba Myśliwska, ul. Piłsudskiego

Zespoły artystyczne:
- Zespół Regionalny „Limanowianie”
- Orkiestra Dęta „Echo Podhala”
- Zespół Regionalny „Spod Kicek”
- Młodzieżowa Orkiestra Dęta
- Chór Mieszany „Canticum Iubilaeum”
- Chór Chłopięcy
- Chór Męski

## Sport
- Limanovia Limanowa – klub piłkarski (IV Liga, małopolska-wschód)
- Auto Moto Klub Limanowa (ul. Witosa 22)
- LKS Płomień Limanowa
- Międzyszkolny Klub Sportowy w Limanowej
- Limanowski Klub Kyokushin Karate
- Klub Sportowy „Limanowa Forrest”
- Studio Tańca „Purple Hills”
- Limanowski Podokręg Piłki Nożnej
- Ars Karate
- Klub Pływacki „Limanowa Swim”
- Uczniowskie Kluby Sportowe: „Jedynka”, „Szarotka”, „Trójka”, „Płomień”
- Grupa cheerleaders „ARS Limanowa”
- Radioklub „BESKID” SP9KRJ

Do 2016 roku Limanowa była bazą dla ekstremalnego maratonu pieszego Kierat, gdzie zawody miały swój start i metę. Od 2017 roku zawody rozpoczynają i kończą się w Słopnicach.

### Infrastruktura sportowa
- pumptruck w parku miejskim
- Hale widowiskowo-sportowe: przy SP nr 3 im. ks. płk Józefa Jońca, ul. S. Jordana 3; przy I LO im. Władysława Orkana, ul. W. Orkana 1; przy ZS nr 1 im. Józefa Piłsudskiego, ul. J. Piłsudskiego 81 i na osiedlu Zygmunta Augusta
- Stadion MKS Limanovia im. Romana Szumilasa, ul. J. Marka 34
- Stadion Ludowego Klubu Sportowego „Płomień” w dzielnicy Łososina Górna, ul. Drzewna 11
- Stadion „Pod Szpitalem”, ul. Kusocińskiego
- Stacja narciarska Limanowa-Ski
- Pływalnia limanowska wraz z dwutorową kręgielnią i salą do gry w squasha, ul. Z. Augusta 37
- Boisko „orlik” przy ZSTiO im. Jana Pawła II, ul. Z. Augusta 8
- Kort tenisowy, ul. Spacerowa 8
- Stadnina Koni – klub jeździecki „Parada”, ul. Leśna 52
- strzelnica sportowa
- Deptak „Bulwary” do jazdy na rowerze, rolkach, biegania i spacerowania
- Szkoła Tańca „Akademia Lotu”, ul. Szwedzka 4
- Studio Tańca „Purple Hills” ul. Jana Pawła II 9A
- Liczne kluby fitness oraz siłownie

## Wspólnoty religijne
Kościół rzymskokatolicki
- Parafia Matki Boskiej Bolesnej w centrum miasta;
- Parafia św. Stanisława Kostki w Sowlinach;
- Parafia Wszystkich Świętych w Łososinie Górnej.

Świadkowie Jehowy
- zbór Limanowa (Sala Królestwa ul. Żwirki i Wigury 10)[12][13][14]

## Współpraca międzynarodowa
Miasta partnerskie:
- Dolný Kubín, Słowacja (1969)
- Wathlingen, Niemcy (1996)
- Truskawiec, Ukraina (2.06.2000)
- Nagykálló, Węgry (4.05.2003)
- Niles, Stany Zjednoczone (5.05.2005)
- Mrągowo, Polska (2.10.2006)
- Kłodzko, Polska (21.07.2018)